# Torneo Conde de Godó 2025
El Torneo Conde de Godó 2025 fue un evento de tenis del ATP Tour 2025 en la serie ATP 500. Se disputó en Barcelona, España en el complejo Real Club de Tenis Barcelona desde el 14 hasta el 20 de abril de 2025.

## Distribución de puntos
| Modalidad            | Campeón | Finalista | Semifinales | Cuartos de final | 2.ª ronda | 1.ª ronda | Clasificados | 2.ª ronda de clasificación | 1.ª ronda de clasificación |
| Individual masculino | 500     | 330       | 200         | 100              | 50        | 0         | 25           | 13                         | 0                          |
| Dobles masculino     | 500     | 300       | 180         | 90               | –         | –         | 45           | 25                         | 0                          |

## Cabezas de serie

### Individuales masculino
| Tenista            | Ranking | Preclasificado |
| Carlos Alcaraz     | 3       | 1              |
| Casper Ruud        | 7       | 2              |
| Stefanos Tsitsipas | 8       | 3              |
| Andrey Rublev      | 9       | 4              |
| Álex de Miñaur     | 10      | 5              |
| Holger Rune        | 12      | 6              |
| Arthur Fils        | 15      | 7              |
| Lorenzo Musetti    | 16      | 8              |
| Frances Tiafoe     | 17      | 9              |

- Ranking del 7 de abril de 2025.[2]

### Dobles masculino
| Tenista                         | Ranking | Preclasificado |
| Harri Heliövaara Henry Patten   | 7       | 1              |
| Nikola Mektić Michael Venus     | 27      | 2              |
| Julian Cash Lloyd Glasspool     | 31      | 3              |
| Máximo González Andrés Molteni  | 37      | 4              |
| Sebastian Korda Jordan Thompson | 51      | 5              |

## Campeones

### Individual masculino
Holger Rune venció a  Carlos Alcaraz por 7-6(8-6), 6-2

### Dobles masculino
Sander Arends /  Luke Johnson vencieron a  Joe Salisbury /  Neal Skupski por 6-3, 6-7(1-7), [10-6]